# Marius Schneider
Marius Karl Alfons Schneider foi um etnomusicólogo alemão, nascido em Haguenau (França) (na época pertencente a Alemanha) em 01 de julho de 1903 e falecido em Baviera (Alemanha) em 10 de julho de 1982. Existe um conflito de informação sobre o detalhe do seu local de falecimento, mais especificamente sua morte ocorreu ou em Munique, ou em Marquartstein, ambos municípios da Baviera (Alemanha).
Estudou musicologia, piano e composição; suas obras se destacam pelo enfoque em instituições antropológicas e fundamentos em cima de profundos conhecimentos de simbologia e antigas mitologias. Por suas obras conterem estudos bastante específicos e de pouca demanda popular, abrangendo a música, tanto por seu contexto como historiador de música quanto etnólogo, estão limitadas as poucas traduções em francês, espanhol, italiano e inglês.
Destaca-se de suas obras "El origen musical de los animales-símbolos en la mitología y la escultura antiguas", onde propõe um sistema de correspondências simbólicas baseada na sinestesia e no pensamento analógico que pode resultar revelador para os estudos estéticos. Elémire Zolla definiu esta obra como "la única completamente iniciática del siglo XX".

## Biografia
Marius Schneider é o segundo filho do hoteleiro Alfons Johann Schneider e sua esposa Maria Josefine Theresia Geiger. Assim como ele seus pais eram de Haguenau, França. Teve dois filhos no primeiro casamento, Nikolaus (1932–1995) e Maria Veronika (* 1937).
Em 1919 estudou Filologia alemã, piano e composição em Estrasburgo, e em 1924 efetuou seu primeiro exame de piano. A partir de 1924 continuou a estudar piano no Conservatório de Paris, e no seminário de história da música de Sorbonne tendo como professor André Pirro. Nesse período estudou piano junto com Philippe e Alfre Cortot. Teve outros professores célebres em vida como, Eugène Cools e Maurice Ravel(este como professor particular).
Em 1927 foi estudar musicologia na Universidade de Berlin, e em 1930 graduou-se como doutorado com sua dissertação “Ars nova des 14. Jahrhunderts in Frankreich und Italien“.
Entre 1930 a 1939 foi assistente de Erich van Hornbostel no Berliner Phonogramm-Archiv ; e a partir de  1933 (mais especificamente seu mandato valeu oficialmente de 1934 a 1944) dirigiu o Berliner Phonogramm-Archiv, hoje parte do departamento de etnomusicologia do museu etnologógico de Berlim, é a mais importante instituição do mundo onde registros etnomusicológicos como sons e músicas tradicionais de todo o mundo são coletados e armazenados. Sobre esse cargo foi responsável pela transcrição de mais de mil gravações fonográficas, onde grande parte ainda não fora publicado.

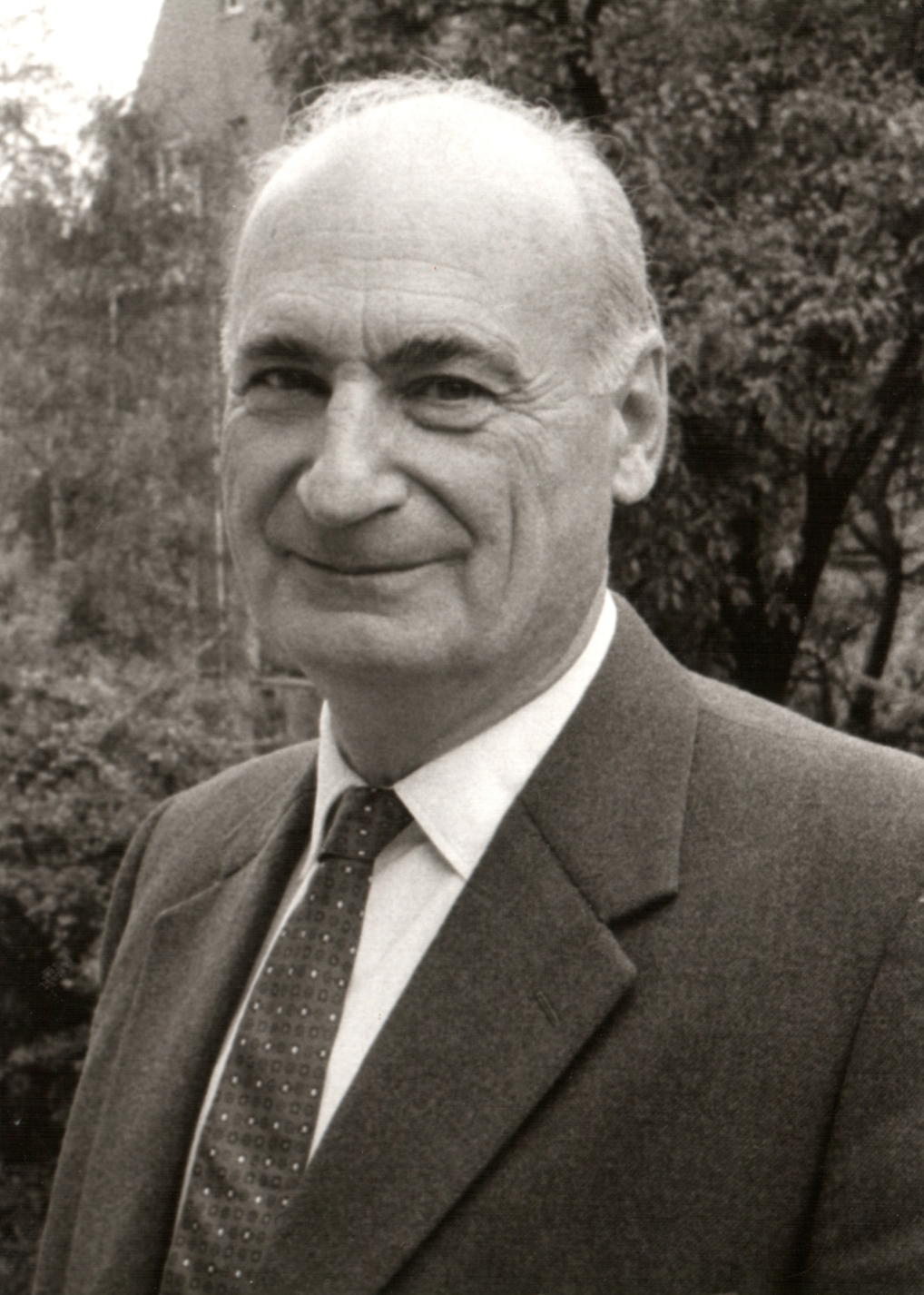
Marius Schneider

Durante este último período, manteve seus estudos de piano com A. Liebermann, musicologia em Londres e Oxford, e estudou musicas nativas na África. Em 1934 teve sua habilitação para a Universidade de Berlin, anulada devido a tese que protegia sobre a história das canções gregoriana inaceitável pela autoridade nazista. Foi, no entanto, publicado como “Geschichte der Mehrstimmigkeit (Berlin, 1934-35)“ em dois volumes. E mais tarde em 1955 aceito pela Universidade de Colônia.
Em 1943 foi convidado a estabelecer e chefiar a seção de folclore do Instituto Espanhol de Musicologia de CSIC (Barcelona) e por isso foi responsável pela recopilação da música tradicional espanhola. Em 1944 então fundou o departamento de etnologia no mesmo instituto, gerenciando até 1955. Em 1944 mudou-se para Barcelona, por mais um motivo, fugindo do regime nazista e conheceu sua segunda esposa Birgit Siller (*1922), que estava ali pelo mesmo motivo, e então desde 1956 até sua morte manteve-se casado com ela. Birgit como música foi importante colaboradora em sua vida profissional. Aqui na Espanha trabalhou como professor de musicologia na Universidade de Barcelona (1957) e na UNESCO(1948). Um de seus alunos foi o espanhol Juan Eduardo Cirlot Laporta. Em 1951 retornaria definitivamente à Alemanha, casando-se em 1955 com Birgit. Juntou-se à Faculdade de Música da Universidade de Colônia, liderando o departamento de etnologia musical no Instituto de Musicogia, sendo professor de 1966 até sua retirada em 1968.
Marius Schneider escreveu cinco livros e mais centenas de artigos, e continuou a participar das conferências do mundo inteiro.

## Obras

### Alemão
- Die Ars nova des 14. Jahrhunderts in Frankreich und Italien : Inauguraldissertation, Potsdam, 1930
- Die ars nova des 14. Jahrhunderts in Frankreich und Italien., Wolfenbüttel, Berlin : Kallmeyer, 1931.
- Geschichte der Mehrstimmigkeit. Historische und phänomenologische Studien
- Die Naturvölker. Mit 289 Notenbeispielen als Anh., Berlin : Bard, 1934.
- Die Anfänge in Europa. Mit 172 Notenbeispielen u. 4 Handschriftenwiedergaben als Anh., Berlin : Bard, 1935.
- Die historischen Grundlagen der musikal. Symbolik., Die Musikforschung, 1951.
- Singende Steine. Rhythmus-Studien an 3 katalanischen Kreuzgängen romanischen Stils., Kassel & Basel : Bärenreiter-Verlag, 1955
- Die musikalischen Grundlagen der Sphärenharmonie, Acta musicologica 32, 1960.
- Klagelieder des Volkes in der Kunstmusik der italienischen Ars nova,Acta Musicologica. Vol. XXXIII, 1961 Fasc. II-IV, April-Dezember, Basel, Bärenreiter, 1961.
- Die Natur des Lobgesangs, Basel : Bärenreiter-Verlag, 1964.
- Ein anamitisches Wiegenlied : ein Beitrag zum Verhältnis von Musik und Spache, Kassel : Bärenreiter, 1966.
- Geschichte der Mehrstimmigkeit. Historische und phänomenologische Studien, Tutzing, 1969, (ISBN 3795200814)
- Aussereuropäische Folklore Und Kunstmusik. Mit einem Notenteil mit 321 Notenbeispielen aus Afrika, Asien, Melanesien und Südsee, Australien, Nordamerika, Süd-West-Amerika, Südamerika und Afroamerikanisch und Spanisch., Das Musikwerk, Herausgegeben Von Karl Gustav Fellerer, Band 44, Arno Volk-Verlag, Köln, 1972.
- Singende Steine. Rhythmus- Studien an den romanischen Kreuzgängen, (Edition remaniée), Artemis & Winkler Verlag, 1978, (ISBN 3760819834)
- Europäische Liebeslieder aus acht Jahrhunderten : in Originalsprache und Übertragung mit den dazugehörigen Melodien, gesammelt und kommentiert von Cesar Bresgen ; hrsg. von Michael Korth ; wissenschaftliche Beratung, Feliz Karlinger, Ulrich Müller, and Marius Schneider, München : Heimeran, 1978. (ISBN 3776502630)
- Klangsymbolik in fremden Kulturen,Lafite, Wien, 1979, (ISBN 3851510305)

### Espanhol
- A proposito del influjo arabe. Ensayo de etnografia musical de la España medieval, (With extracts from musical compositions), Anuario musical. vol. 1. pp. 31–139. 1946.
- El origen musical de los animales-simbolos en la mitologia y la escultura antiguas. Ensayo historico-etnografico sobre la subestructura totemistica y megalitica de las altas culturas y su supervivencia en el folklore espanol., Barcelona, 1946, Madrid : Siruela, 1998, (ISBN 8478443681)
- Los cantos de lluvia, Annuario mùsical IV, 1949.
- García Matos, Manuel - Cancionero popular de la provincia de Madrid., Edición critica por Marius Schneider y José Romeu Figueras. Barcelona/Madrid, Consejo Superior de Investigaciones Científicas, Instituto Español de Musicología, 1951 - 1960.
- Consideraciones acerca del canto gregoriano y la voz humana, Arbor nº 48, Revista bimestral, fundada y dirigida por Victoria Ocampo, Sur, Buenos Aires, enero y febrero 1965.

### Francês
- Colloques de Wégimont - Cercle international d'études ethno-musicologiques - Premier colloque., Elsevier, Bruxelles, 1956.
- L'esprit de la musique et l'origine du symbole, Diogène, Gallimard, Paris, 1959, numéro 27. Diverses autres contributions.
- Le rôle de la musique dans la mythologie et les rites des civilisations non européennes,Histoire de la musique I, Gallimard, 1960
- Le rythme de la musique artistique espagnole du XVIe siècle vu à travers la chanson populaire, Budapest, 1965
- Le chant des pierres, Archè Milano, 1976
- Musique et langage sacrés dans la tradition védique, Cahiers de Musiques Traditionnelles n° 5 - Musiques Rituelles, Georg Editeur, Cahiers de Musiques Traditionnelles 1992.

### Italiano
- Il significato della musica, Milano, 1970, 1981
- La danza delle spade e la tarentella, saggio musicologico, etnogrtafico e archeologico sui riti di medicina
- Pietre che cantano : studi sul ritmo di tre chiostri catalani di stile romanico, Milano : Archè, 1976.
- Gli Animali simbolici e la loro origine musicale nella mitologia e nella scultura antiche, trad. dallo spagnolo di Gaetano Chiappini, Milano : Rusconi, 1986. (ISBN 8818210068)
- La musica primitiva, Milano, 1992
- Il significato della musica, prefazione di Quirino Principe; introduzione di Elemire Zolla, Milano, 1996

### Inglês
- Primitive Music, dans Ancient and Oriental Music, (Collectif), Oxford University Press, 1969, (ISBN 0193163012)
- Cosmic Music: Musical Keys to the Interpretation of Reality, Joscelyn Godwin (Editor), Rudolf Haase, Hans Erhard Lauer, Marton Radkai (Translator), Marius Schneider, Inner Traditions International, 1992, (ISBN 089281070X)